# Sædinge Sogn
Sædinge Sogn var et sogn i Maribo Domprovsti (Lolland-Falsters Stift).
I 1800-tallet var Sædinge Sogn anneks til Nebbelunde Sogn. Begge sogne hørte til Fuglse Herred i Maribo Amt. Nebbelunde-Sædinge sognekommune blev ved kommunalreformen i 1970 indlemmet i Rødby Kommune, der ved strukturreformen i 2007 indgik i Lolland Kommune.
1. december 2024 blev sognet indlemmet i Rødby Sogn
I Sædinge Sogn ligger Sædinge Kirke.
I sognet findes følgende autoriserede stednavne:
- Sædinge (bebyggelse, ejerlav)
- Sædingegård (ejerlav, landbrugsejendom)
- Sædingeskov (bebyggelse)